# Question Time
Question Time – brytyjski telewizyjny program publicystyczny nadawany przez stację BBC One od 1979 roku. Prowadzącą program od 2019 roku jest Fiona Bruce.
W programie bierze udział pięciu (dawniej czterech) panelistów – politycy oraz inne osoby publiczne (m.in. dziennikarze, komentatorzy polityczni czy aktorzy). Założeniem programu jest adekwatna reprezentacja różnych opcji politycznych, w związku z czym zwyczajowo wśród uczestników znajdują się reprezentanci Partii Konserwatywnej, Partii Pracy oraz Liberalnych Demokratów. Obecna jest również publiczność, także dobierana na zasadzie proporcjonalnej reprezentacji sympatii politycznych. Członkowie widowni przygotowują pytania do panelistów, spośród których tuż przed realizacją programu producenci wybierają te, które zostaną zadane. W trakcie programu autorzy wytypowanych pytań zadają je, po czym każdy z panelistów ma możliwość odpowiedzi na nie oraz odniesienia się do wypowiedzi pozostałych uczestników. Członkowie panelu nie są informowani o treści pytań przed programem.
Program bywa krytykowany za nadreprezentację na widowni osób o poglądach lewicowych czy antyrządowych. Kontrowersje wzbudzają niekiedy zaproszeni goście. Ze szczególną krytyką spotkało się zaproszenie 22 października 2009 roku Nicka Griffina, lidera skrajnie prawicowej Brytyjskiej Partii Narodowej.
Emisja Question Time ma miejsce co tydzień w czwartki o godzinie 22:35 (w Irlandii Północnej o 23:05). Program jest retransmitowany w soboty o 3:00 oraz dodatkowo na antenie BBC Parliament w niedziele o 18:00.